# Paul Henreid

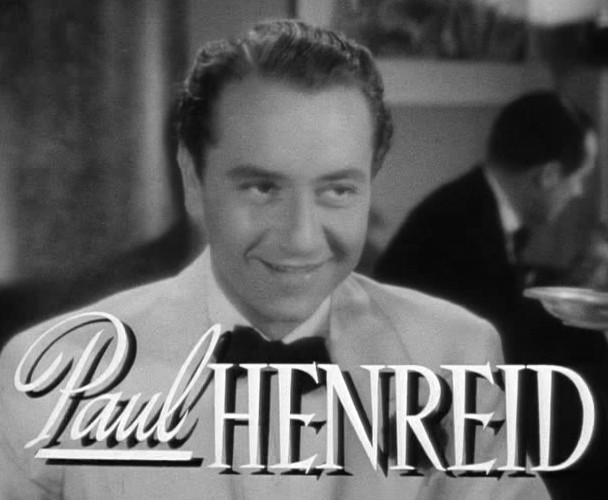
Paul Henreid i trailern till Under nya stjärnor (1942).

Paul Henreid, även krediterad Paul von Henreid, född 10 januari 1908 i Triest i dåvarande Österrike-Ungern, död 29 mars 1992 i Santa Monica i Kalifornien, var en österrikisk-amerikansk skådespelare samt TV- och filmregissör.

## Biografi
Henreid, vars far var en österrikisk bankman av judisk härkomst, upptäcktes av regissören Otto Preminger när han arbetade som direktör för Max Reinhardts teatergrupp och började sedan spela teater med Reinhardt i Wien. Henreid kom till England 1935, där han framträdde på scen och i film. Han var en uttalad antinazist och återvände därför inte till Österrike eller Tyskland då han ansågs som en av "Tredje rikets officiella fiender".
1940 emigrerade han till USA och blev amerikansk medborgare. Han vann stor popularitet hos den kvinnliga amerikanska biopubliken som prototypen för en europeisk, elegant och aristokratisk älskare. Bland hans mest kända filmer märks Casablanca (1942). Han var även verksam som regissör och bland annat regisserade han 28 avsnitt av TV-serien Alfred Hitchcock presenterar.
Henreid har två stjärnor på Hollywood Walk of Fame, en för TV och en för film.

## Filmografi i urval
Listan avser skådespelarroller, om inget annat anges.
- 1933 – Det ljusnar
- 1937 – Hennes kungarike
- 1939 – Adjö, Mr. Chips
- 1940 – Nattexpress
- 1942 – I skuggan av katedralen
- 1942 – Under nya stjärnor
- 1942 – Casablanca
- 1944 – Hollywood Canteen
- 1944 – Till främmande hamn
- 1944 – Konspiratörer
- 1945 – Under blodröda segel
- 1946 – Den vita lögnen
- 1946 – Hängivelse
- 1947 – Du är mitt allt
- 1948 – Ärret
- 1949 – Glödande sand
- 1954 – Av hela mitt hjärta
- 1957–1962 – Alfred Hitchcock presenterar (TV-serie) (regi, 28 avsnitt)
- 1959 – Nätternas eld
- 1962 – De fyra ryttarna
- 1964 – Vem ligger i min grav? (regi)
- 1965 – På främmande mark
- 1965–1968 – The Big Valley (TV-serie) (regi, nio avsnitt)
- 1969 – Tokiga grevinnan
- 1977 – Exorcisten II: Kättaren